# Guarumal (Chiriquí Grande)
Guarumal è un comune (corregimiento) della Repubblica di Panama situato nel distretto di Alanje, provincia di Chiriquí. Si estende su una superficie di 83,3 km² e conta una popolazione di 2.418 abitanti (censimento 2010).